# 護憲運動
護憲運動（ごけんうんどう）とは、大正時代に発生した立憲政治を擁護する運動。憲政擁護運動（けんせいようごうんどう）とも呼ばれている。
なお、第一次護憲運動については大正政変の項目も併せて参照のこと。

## 第一次護憲運動

### 第一次護憲運動の背景と発端
大正元年（1912年）12月、第2次西園寺公望内閣の陸軍大臣だった上原勇作が陸軍の二個師団増設を提言する。しかし行財政整理によって財源を確保し、日露戦争後の経営の完遂を期す立場であった西園寺はこれを拒否した。すると上原は単独で陸相を辞任した。当時は軍部大臣現役武官制で現役の大将・中将しか陸海軍大臣にはなれなかった。この規定により、後任の陸相を据えることができなかった西園寺内閣は、内閣総辞職を余儀なくされた。
西園寺の後継内閣には、陸軍大将の桂太郎が特に詔勅を得て第3次桂内閣を組閣することとなった（このとき桂に対して海軍大臣の斎藤実は「海軍拡張費用が通らないなら留任しない」と主張し、桂は大正天皇の詔勅で斎藤留任にこぎつけている）。これを、山縣有朋の意を受けた桂が陸軍の軍備拡張を推し進めようとしたものとみなし、議会中心の政治などを望んで藩閥政治に反発する勢力により、「閥族打破・憲政擁護」をスローガンとする第一次護憲運動が起こされた。

### 第一次護憲運動

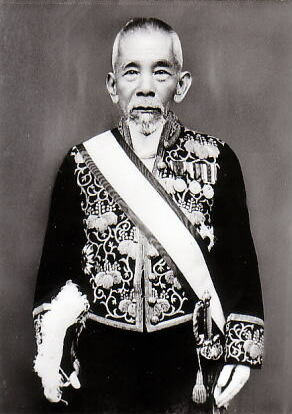
犬養毅

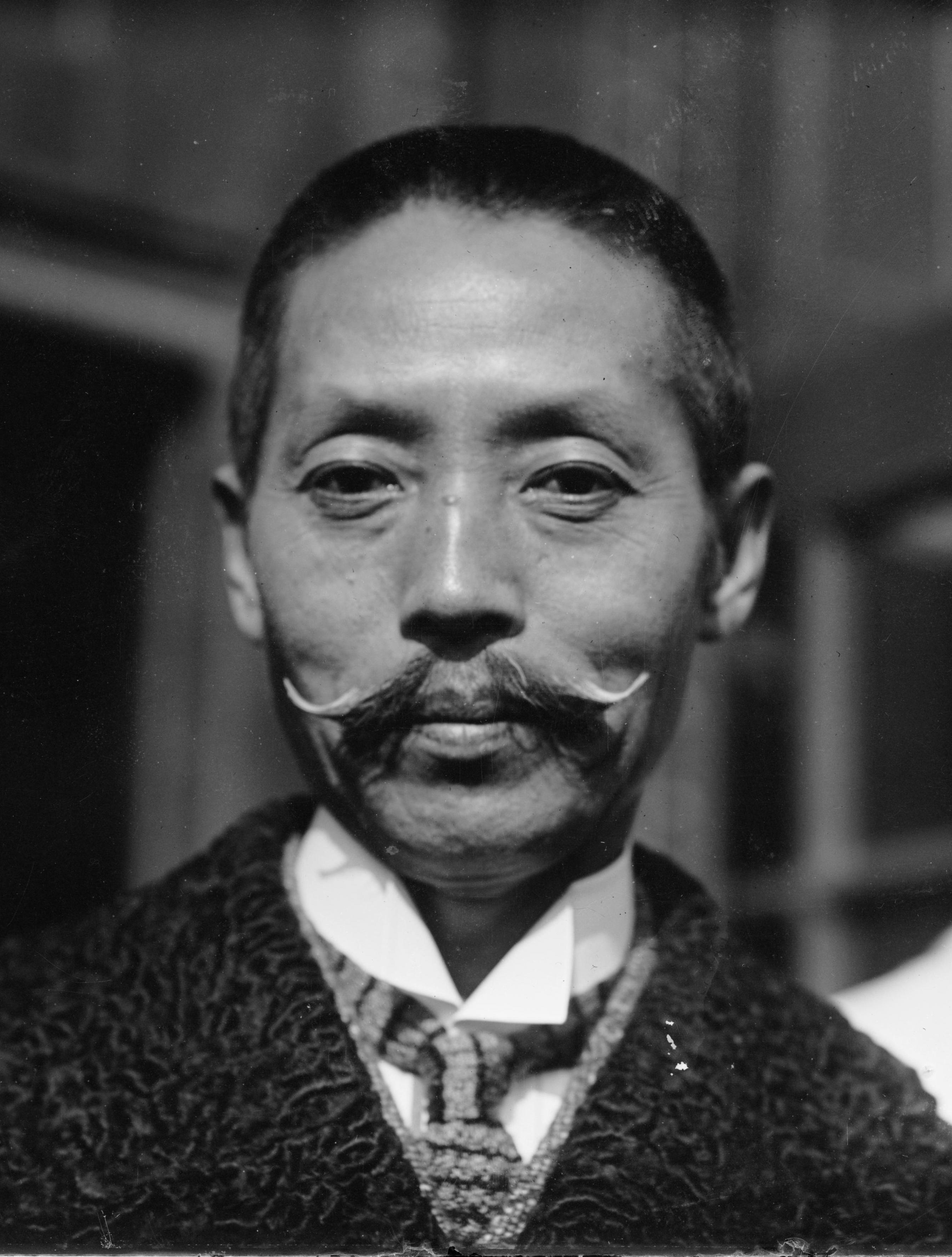
尾崎行雄

立憲政友会の尾崎行雄と立憲国民党の犬養毅らは、お互いに協力しあって憲政擁護会を結成する。
大正2年（1913年）2月5日、議会で政友会と国民党が桂内閣の不信任案を提案する。その提案理由を、尾崎行雄は次のように答えた。
桂は不信任案を避けるため、5日間の議会停止を命じた。ところが停会を知った国民は怒り、桂を擁護する議員に暴行するという事件までが発生する。桂は9日に詔勅を政友会の西園寺総裁に下させ、それを盾に不信任案の撤回を政友会に迫ったが、政友会内では動揺する原敬ら党幹部を一般代議士が突き上げる形で不信任案をもってのぞむことが確認された。これに対して桂は衆院解散をもって議会に臨もうとした。
そうした中の2月10日、衆院解散に反対する過激な憲政擁護派らが上野公園や神田などで桂内閣をあからさまに批判する集会を開き、その集会での演説に興奮した群衆が国会議事堂に押し寄せるという事件を起こした。桂は衆議院議長の大岡育造から「解散すれば内乱が起きる」と説得されて総辞職を決意し、そのためにさらに3日間の議会の停会を命じた。
しかし事情を知らぬ群衆は、停会に激怒して国民新聞社や交番などを襲った。さらにこの憲政擁護運動は東京だけでは収まらず、関西などにおいても同様の襲撃事件が発生し、各地で桂内閣に反対する暴動が相次いだ。
2月11日、桂内閣は総辞職した。後継内閣は海軍大将山本権兵衛が政友会を与党として組織した。民衆の多くは政友会と国民党連携による政党内閣を期待する声が多かったので、政友会が山本内閣に妥協したことは民衆を失望させた。このため尾崎らが政友会を離党し、新たに政友倶楽部を結党した。国民党も山本内閣と一線を画す立場をとった。これに対し山本内閣と政友会は文官任用令の改正、軍部大臣現役武官制改正（現役規定をなくす）、行財政整理の断行などを実施することで批判をかわし、第一次護憲運動は一応束していった。
第一次護憲運動は政党と新聞記者らが表面に立ってはいたが、日露戦争後に頻発した都市民衆による騒擾事件によって民衆の政治意識が成長しはじめ、民衆の運動が絶えず政党を突き上げ、客観的主導力は民衆の側にあったとされる。また青年層や実業家も活発な動きを示した。総じて大正デモクラシーを大きく切り開いたものとされる。

## 第二次護憲運動

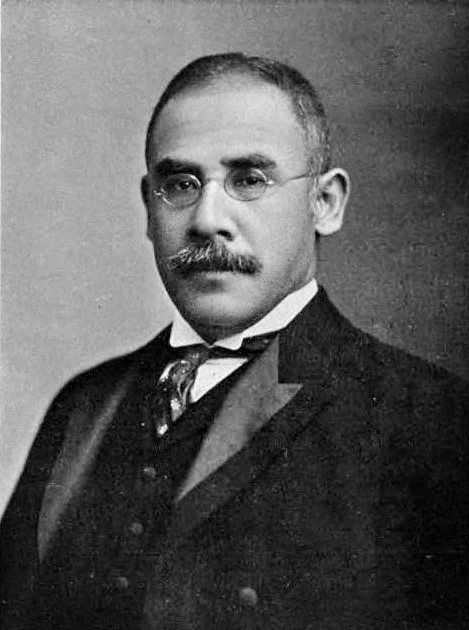
加藤高明

第一次護憲運動以降、公党は立憲政友会と憲政会の二大政党に収斂する。特に政友会は、原敬総裁のもとで山縣総裁以下藩閥の勢力を圧倒し、1918年には初めて政党を主体とする原内閣が成立、政党内閣制が本格的に到来したかに思われた。しかし、原首相の暗殺後、後継となった高橋内閣は、高橋是清総裁が党内各派の対立をまとめられずに政権崩壊。対する憲政会の加藤高明総裁は、元老より首相として力量不足とみられており、元老会議は政党人の首相選任を断念、非政党人から加藤友三郎海軍大将を選任した。1923年8月、加藤首相の没後は、やはり軍界より山本権兵衛元首相を選任、2代続けての中間内閣となった（第3党の革新倶楽部は与党入りし、犬養毅総裁が入閣した）。
第2次山本内閣は、翌年に迫った第15回衆議院議員総選挙までの選挙管理内閣とみなされていたことから、同年10月頃より、両党内で選挙後をにらんだ動きが活発になる。政友会においては、政権崩壊後も総裁に留まる高橋への退陣要求が出されるが、総務職を増員、各派の長老議員を追加することで妥協する。また、憲政会において、庚申俱楽部との合同、および、元老会議からあからさまに敵視された加藤総裁を排する動きが起こったが、三菱財閥の姻族である加藤総裁の資金力は憲政会の生命線となっており、追及の動きは鈍かった。
またこれと同期して、政憲両党の間での連携の話も持ち上がる。12月以降、岡崎邦輔と安達謙蔵が窓口となり、山本内閣の議員引き抜き工作への対応などで連携を深めるが、倒閣後、高橋、加藤のどちらが首相となるかについては一致を見なかった。
その最中、12月27日、虎ノ門事件が発生し、山本内閣は総辞職。後継の首相にはやはり中間内閣として清浦奎吾枢密院議長が選任される。清浦首相は、当初は研究会と政友会を貴衆両院の与党として組閣する心づもりであったが、選挙管理内閣という性質上、衆議院の各党とは距離をとることを求められたため、やむを得ず、研究会を中心とした貴族院を地盤として、1月7日、内閣発足に至った。
高橋内閣時から内紛をおこしていた政友会は、清浦内閣への擁護の賛否を巡って混迷を深める。15日の幹部会にて議論をしたとき、高橋総裁は"反清浦"を旗印に、自ら次期総選挙に立候補する考えを表明。対する"親清浦"派は、17日に脱党を表明、29日に政友本党（床次竹二郎総裁）を結党し、清浦内閣の与党となる。この時点で、残留組は129名、脱党組は149名であり、政友会は議員が一時、半分以下に落ち込む事態に至った。期せずして議会第一党を与党に得た清浦内閣は、31日、衆議院解散に踏み切る。
残った政友会は、憲政会、革新倶楽部と連携をとる。1月18日、退役陸軍中将三浦梧楼の斡旋によって高橋・加藤・犬養の三総裁が党首会談に臨み、護憲三派を結成し、「清浦内閣を倒して憲政の本義に則り、政党内閣制の確立を期すこと」で互いに合意した。
そして20日、三党の幹部の会合にて、以下の盟約が結ばれた。
1. 政党内閣を確立すること
2. 特権勢力の専横を阻止すること
3. 以上の目的貫徹のため、将来もまた一致の行動をとること
4. 以上の趣旨のもと、清浦内閣を否認すること

護憲三派は、関西で憲政擁護大会を開いて演説を行なうなどして大衆からの支持を呼びかけるなど、盛んに運動する。加えて、貴族院内部でも、出身母体の研究会から3名を入閣させた清浦首相に対して、他会派からの批判が湧き起こっていた。更に、当初は任期満了選挙を想定していた清浦内閣が、政友本党結党直後に解散に踏み切ったことから、選挙管理内閣としての立場を逸脱して、研究会と政友本党の支持を背景に長期政権化を狙ったものとされて、世論の硬化を招いた。このため、この解散は「懲罰解散」ないし「清浦クーデター」の名称で呼ばれるようになる。さらに、選挙の投票日は、前年の関東大震災による選挙人名簿の損傷によって延期されたが、その間に清浦内閣が護憲三派の選挙運動の妨害を図ったことから、国民各層の憤激を招いた。
そして5月10日に行なわれた第15回衆議院議員総選挙の結果、護憲三派からは286名（憲政会152名。政友会102名。革新倶楽部30名）らが当選する。これに対して清浦内閣を支持していた政友本党は111名が当選したにとどまり、護憲三派の圧勝に終わった。6月11日、第一党総裁の加藤高明に内閣組閣の大命が下り、加藤高明内閣が発足（政友会から2名、革新倶楽部から1名入閣）。高橋内閣以来2年ぶりに政党内閣が復活した。

### 第二次護憲運動の影響
第二次護憲運動は、大衆の関与の薄い政党中心の運動であり、その規模も第一次と較べるとあまりに小規模であった。盛り上がりを欠いた背景は様々あるが、一つの理由として、清浦内閣は翌年5月10日に予定されていた総選挙施行のための期間限定の選挙管理内閣であり、中立性に配慮した結果、政党色のない貴族院議員が占めるのは仕方がないとする見方もあったからである（先述の通り、前任の山本権兵衛が首相となった理由の一つも、選挙が迫っていたことだった）。その後、政友会が分裂し、しかも与党となった政友本党の方が規模は大きかったから、衆議院第一党を欠く運動となってしまった。さらに護憲三派の具体的な政策面での主張がはっきりせず、一致点が多くなかった点も挙げられる。普通選挙の導入には政友会がやや消極的、一方で貴族院改革には憲政会が冷ややかといった具合であった。
しかし憲法学者の美濃部達吉は、「長い梅雨が明けて、かすかながらも日光を望むことができたような気持ち」と、この運動を高く評価している。
加藤内閣は陸軍4個師団の廃止（いわゆる「宇垣軍縮」）や予算一億円の削減、有爵議員のうち、伯・子・男の数を150名に減らすなどの貴族院改革、外務大臣 幣原喜重郎の協調外交によるソ連との国交樹立、普通選挙法および治安維持法の制定などを行った。